# Sitio de Saraqusta (754)
El Sitio de Saraqusta de 754 fue una de las batallas de la revuelta yemení de Al-Ándalus.

## Antecedentes
Yússuf ibn Abd-ar-Rahman al-Fihrí, valí de al-Ándalus, envió a la Marca Superior, que correspondía a los yemeníes kalbíes, al árabe qaisita As-Sumayl ibn Hàtim al-Kilabí como gobernador de Saraqusta. Esto tenía un dible objetivo: liberarse de su engorrosa tutela en Córdoba y humillarlos a los yemeníes aprovechando su debilidad después de la batalla de Tours, las pérdidas de Aviñón y Nimes y la pérdida de terreno ante Alfonso I de Asturias. 
Al-Sumayl aceptó de buen grado y llegó a Saraqusta en 750 durante una gran hambre, que empezaba a hacer estragos y que duraría cinco años. Al-Sumayl se afanó en socorrer los necesitados olvidando las rivalidades entre árabes qaisitas y yemeníes kalbies, pero la escasez fue tan grande que miles de bereberes volvieron al Magreb y dejaron una enorme zona despoblada que permitió el avance territorial de Alfonso I de Asturias.
Superada el hambre volvieron las tensiones. Los kalbíes yemeníes, mayoritarios en al-Ándalus, no aceptaban la preponderancia qaisí mientras que dentro de los propios qaisis, Amir ibn Asur envió al califa Al-Mansur un informe sobre la conducta de Yusuf al-Fihri reclamando el gobierno. Mientras llegaba la respuesta y los refuerzos, ibn Asur se fortificó ante Qurtuba para enfrentarse a Yusuf al-Fihri, quién aconsejado para el-Sumayl quiso sorprenderlo para matarlo, pero Amir fue alertado y huyó a Saraqusta.

## El asedio
A pesar del gobierno de As-Sumayl en Saraqusta había bastantes yemeníes y Amir ibn Asur, con el apoyo de al-Hubáb az-Zuhri, organizó un alzamiento en nombre del califa Al-Mansur al que se unieron fundamentalmente yemeníes y bereberes. Al-Sumayl envió contra ellos su caballería, que fue derrotada. Las tropas rebeldes asediaron la ciudad, apoderándose de ella el 7 de julio del 753.
Al-Sumayl pidió auxilio al emir Yusuf al Fihri que no disponía de tropas para enviar. Temiendo ser derrotado se dirigió a su tribu qaisita, comandada por Ubayd Allah ibn Ali, y a los dos principales jefas omeyas de la península. Estos disponían de las divisiones sirias con las que Balch ibn Bishr al-Qushayrí gobernaba. Al-Husayn ibn Al-Dachn se encontraba en la cora de Jayyan y Sulayman ibn Xilah, que lideró el ejército de socorro, en la cora de Ilbira. Junto a los qaisís iban también Ubayd Allah Abu Uthman, Abd Allah ibn Jalid y Yusuf ibn Bujt, de los Banu Umayya, que habían combatido en la batalla de Secunda junto a Yusuf al-Fihri y Al-Sumayl. Junto con ellos cabalgaba también Badr, que había desembarcado en al-Ándalus en junio del 754 para pedir a sus clientes y parientes el gobierno para Abd-ar-Rahman I ad-Dàkhil, el último de los Omeya que había sobrevivido a la matanza de la familia a manos del califa abbasí.
Los rebeldes retiraron el asedio al saber de la proximidad de las tropas de socorros el 26 de junio del 754.